# Belém (microregio)
Belém is een van de 22 microregio's van de Braziliaanse deelstaat Pará. Zij ligt in de mesoregio Metropolitana de Belém en grenst aan de microregio's Arari, Cametá, Castanhal en Tomé-Açu. De microregio heeft een oppervlakte van ca. 3.129 km². In 2007 werd het inwoneraantal geschat op 2.457.181.
Zes gemeenten behoren tot deze microregio:
- Ananindeua
- Barcarena
- Belém
- Benevides
- Marituba
- Santa Bárbara do Pará

Mesoregio's: Baixo Amazonas · Marajó · Metropolitana de Belém · Nordeste Paraense · Sudeste Paraense · Sudoeste Paraense

Microregio's: Almerim · Altamira · Arari · Belém · Bragantina · Cametá · Castanhal · Conceição do Araguaia · Furos de Breves · Guamá · Itaituba · Marabá · Óbidos · Paragominas · Parauapebas · Portel · Redenção · Salgado · Santarém · São Félix do Xingu · Tomé-Açu · Tucuruí